# Abadía de Saint-Sever
La abadía de Saint-Sever o abadía de San Severo (del francés: Abbaye de Saint-Sever) es una abadía benedictina francesa fundada por el duque de Gascuña Guillermo Sancho a finales del siglo X, localizada en la comuna francesa de Saint-Sever, en el departamento de Landas.
Sus innumerables posesiones se extendían en el siglo XI del Medoc hasta Pamplona en España. Gregorio de Montaner, que gobernó la abadía de 1028 a 1072, la situó como un poderoso centro artístico que reunió a los escultores e iluminadores más valiosos, incluyendo a Stephanus Garsia, el autor de las miniaturas del llamado Beato de Saint-Sever.
La iglesia abacial fue clasificada Monumento Histórico de Francia (MH) el 18 de noviembre de 1911 y forma parte del Patrimonio de la Humanidad en 1998 bajo el título de Caminos de Santiago en Francia. y está situada en la Vía Limusina que llleva a la tumba del santo.

## Abadía

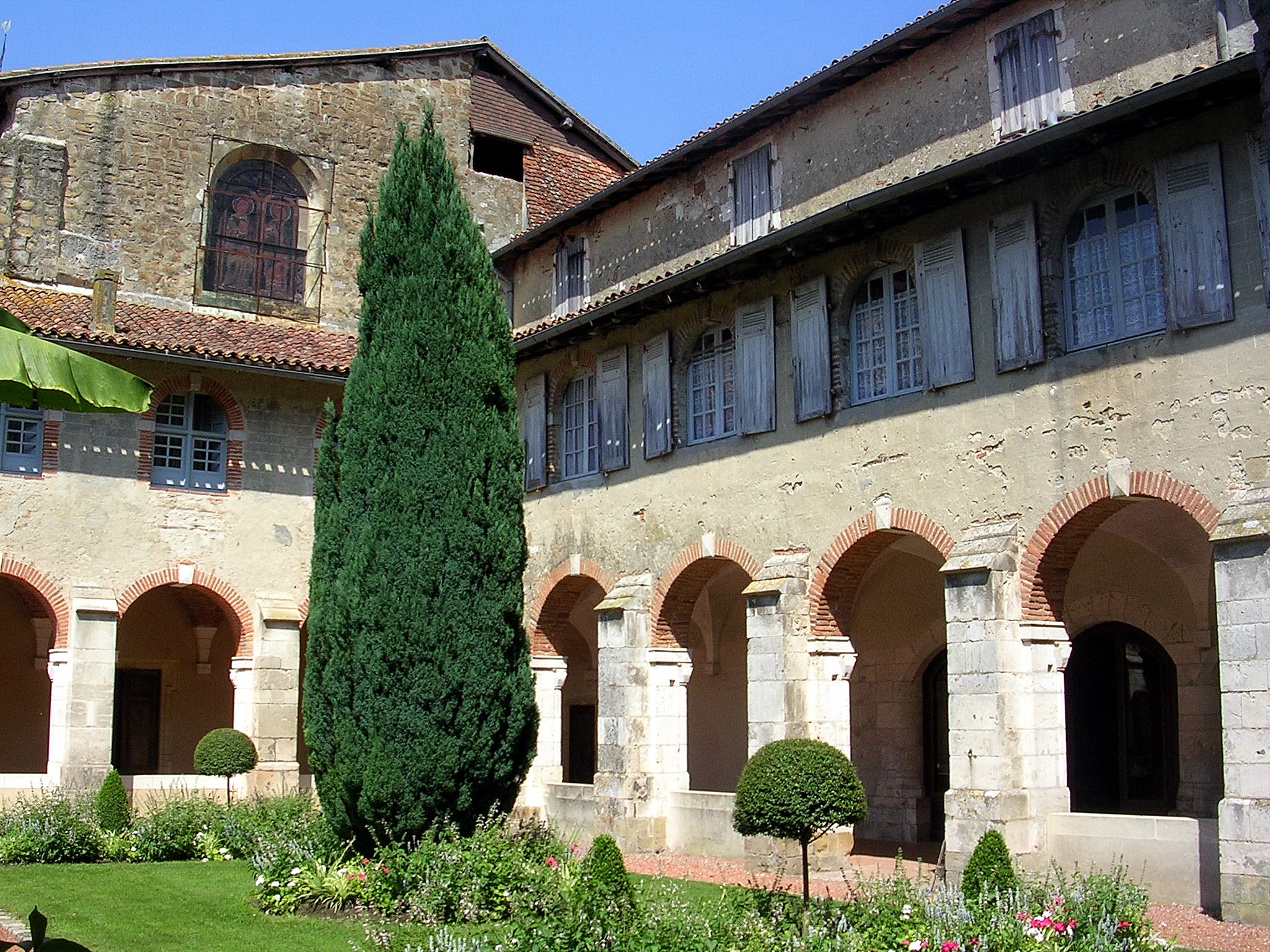
Claustro de la abadía

La iglesia abacial de estilo románico es sorprendentemente grande. Presenta un coro de seis absidiolos de profundidad decreciente, de acuerdo con un plan benedictino. Las columnas de mármol del coro y el transepto proceden del palacio de los gobernadores romanos de Morlanne, en las inmediaciones. Son notables los capiteles policromados decorados con leones, que datan del siglo XI. Se cuentan hasta 150, de las que 77 están autentificadas como galo-romanas y románicas. Las dimensiones de la iglesia son impresionantes: 71 m de largo y 31 m de ancho para la nave y 41 m para el transepto.
Se accede por las tribunas del transepto a las capillas. El transepto y las naves laterales permitían acoger a una gran multitud de fieles y peregrinos atraídos por esta etapa de la vía limusina (Via Lemovicensis) hacia Santiago de Compostela.
La abadía ha sufrido graves daños a lo largo de su historia:
- Un terremoto en 1372.
- Numerosos asedios en la Guerra de los Cien Años, período en que la Gascuña era objeto de disputa entre Francia e Inglaterra.
- El monasterio fue varias veces destruido y quemado por los franceses. Las naves laterales han sido posteriormente reconstruidas en parte.
- En las Guerras de Religión con las masacres de los años 1569 y 1570 y el saqueo y devastación del monasterio por los hugonotes de Montgomery, perseguidos por las tropas católicas de Blaise de Montluc.

Fue necesario esperar más de un siglo, antes de que la congregación de San Mauro se comprometiese a la reparación del ábside y los edificios conventuales. En la Revolución Francesa, la abadía fue desamortizada y los edificios conventuales asignados y vendidos, antes de que la iglesia volviese al culto en 1795. Los restauradores del siglo XIX, redecoraron la nave y las fachadas en estilo neorrománico, pastiche conforme al gusto de la época para la arquitectura medieval.

## Orígenes

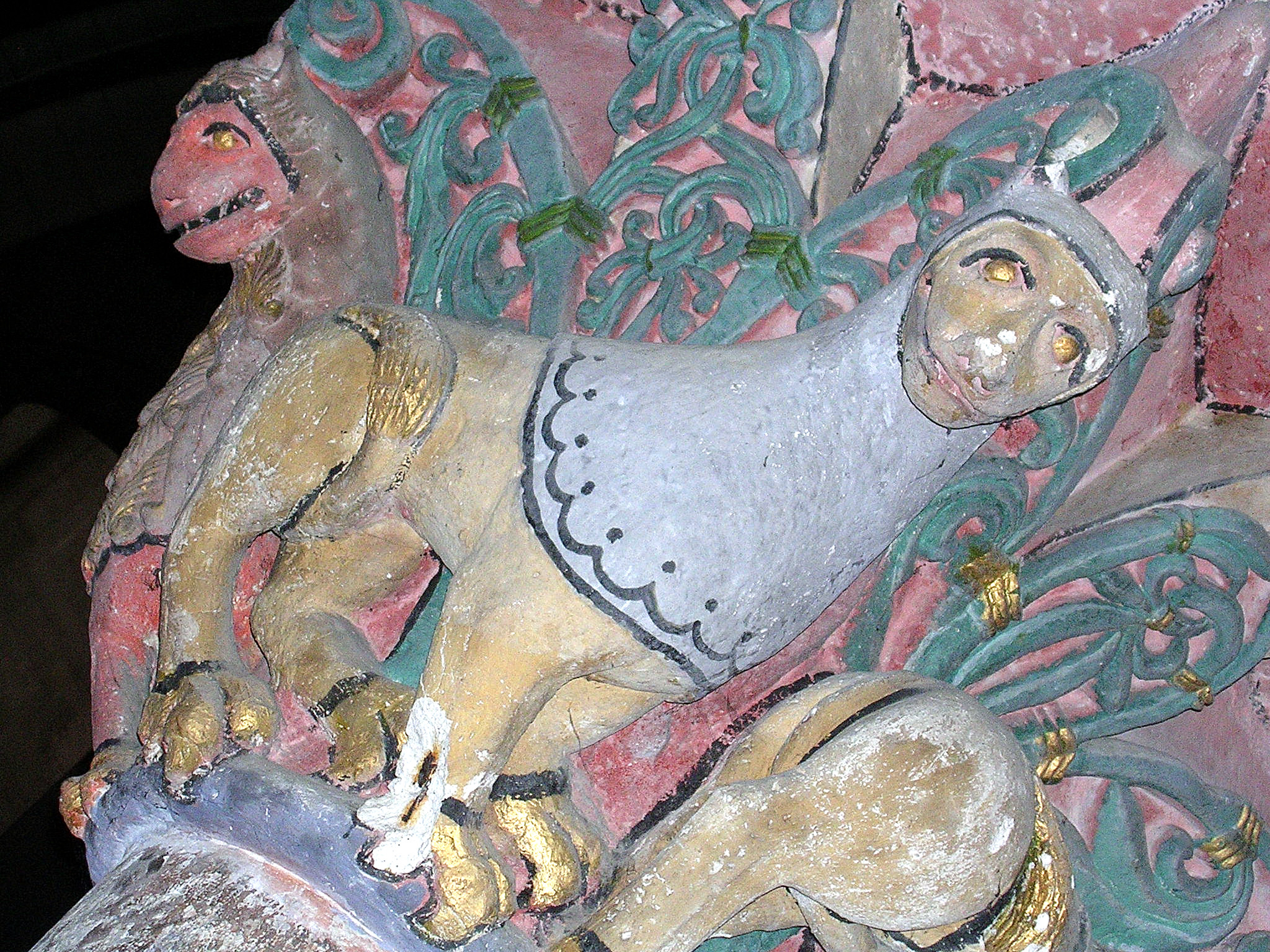
Capiteles policromados con decoración de leones del.

En el siglo V, Severo (san Severo en el futuro) fue enviado por el papa para evangelizar la Novempopulania. Sería martirizado y decapitado por los visigodos y, en el siglo VIII, los benedictinos construyeron una capilla para recoger su cuerpo.
La fundación de una abadía, cerca de la antigua colina de Morlanne, que domina el valle del Adur, fue a la vez un acto político y religioso que permitía a los condes de Gascuña asegurar mejor su autoridad.
Después de su victoria en la batalla de Taller hacia 982-983, el duque Guillermo Sancho de Gascuña compró en el 988 la tierra y decidió construir un monasterio. En ese momento, la región contaba con muchas ricas villas romanas, pero con ninguna ciudad importante. La abadía benedictina de Saint-Sever experimentará en todas las áreas, una expansión y radiación excepcionales, gracias sobre todo a Gregorio Montaner, un monje de Cluny, de origen español que se convertiría en abad en el año 1028. Fue bajo su abadengo, que duraría hasta 1072, cuando comenzaría la reconstrucción de la iglesia en el modelo de Cluny, con maestros de obra y escultores tan notables por su experiencia como por su espíritu innovador. A las obras, siguió un incendio en 1060.

## Contexto histórico
El renacimiento gascón del siglo XI que siguió a las invasiones bárbaras, fue debido en parte a la proliferación de monasterios. Se deben al desbroce de tierras baldías y bosques y a la reagrupación del campesinado en torno a las abadías y prioratos. En paralelo, tanto los obispos como los abades están empeñados en la reconstrucción de las ciudades devastadas por los vikingos: Oloron, Nogaro, La Réole o Saint-Sever.

## Una abadía poderosa
En todos los ámbitos religiosos, administrativos, sociales, económicos o culturales, Gascuña conoció un resurgimiento gracias a la abadía que se impone en toda la provincia como una verdadera potencia. En su apogeo, a finales del siglo XI, el monasterio estaba rodeado de un vasto dominio, numerosas villas de época romana en la diócesis de Aire-sur-Adour, así como tierras e iglesias en un radio de 35 km. Fuera de esta diócesis, el monasterio adquirió dominios en Agen, Bazadais y Pays de Born (Priorato de Mimizan).
Además, Saint-Sever poseía una iglesia cerca de Pamplona, en Navarra, así como propiedades en la Gironda, entre otras, la iglesia de Soulac-sur-Mer. En Gascuña, la mayoría de las posesiones de Saint-Sever se correspondían con la ubicación estratégica de la época: sitio defensivo, zona de paso del Garona y el Adour, arteria principal de tráfico. En una distancia máxima de treinta kilómetros, las posesiones constituyen albergues para peregrinos.
En la elección de las adquisiciones, se tiene también en cuenta la fertilidad de la tierra. El valle del Adour, las costas de Buzet, las posesiones en Armagnac o las vides en la región bordelesa revelan los intereses y preocupaciones económicas de los monjes que plantaban viñas cerca de los monasterios. El declive comenzó con la Guerra de los Cien Años y se precipita con las guerras de religión. En 1569, los protestantes arrasaron los edificios conventuales, que no serían reconstruidos hasta finales del siglo XVII. Con la Revolución Francesa, los monjes fueron expulsados. La iglesia pudo dedicarse al culto, pero los edificios monásticos son ocupados por el Ayuntamiento y otras administrationes municipales.

## El Beato de Saint-Sever

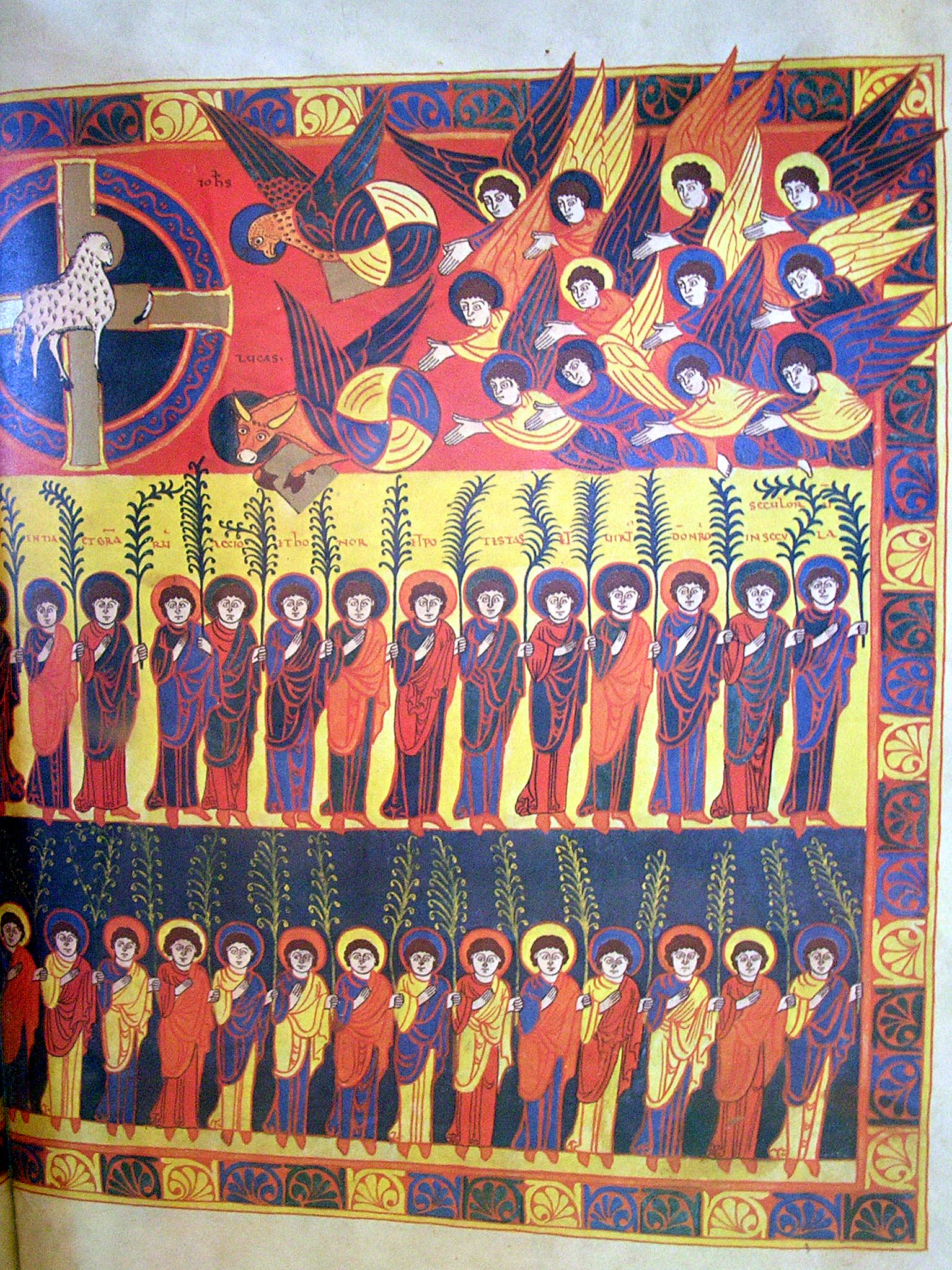
Beato de Saint-Sever del.

Los Beatos, que deben su nombre a su autor, Beato de Liébana (monasterio de Santo Toribio de Liébana) en la antigua Asturias española del siglo VIII, son manuscritos iluminados con el Comentario al Apocalipsis, el último libro del Nuevo Testamento, encuadrados en el debate teológico de la época.
El Beato de Saint-Sever podría haberse realizado alrededor de 1050-1070, unos cincuenta años después de la fundación  en un scriptorium que probablemente fuese el de la Abadía de Saint-Sever, pues según el ex libris de su primera página, está dedicado a Gregorio de Montaner, de origen español, que fue su abad entre 1028 y 1072 y está firmado por Stephanus Garsia, que también sería un monje copista e iluminador de probable origen español.
Inspirado en los Beatos españoles, ricamente decorado, es el único ejemplar al norte de los Pirineos. Su estilo es románico con influencias diversas. Además de los temas propios del Apocalipsis, se representa un mapa que representa el mundo conocido, incluyendo la Galia, Aquitania y Saint-Sever. Este documento fue preservado de las guerras de religión por manos piadosas. Se le reencontró entre las colecciones del cardenal arzobispo de Burdeos, François de Sourdis  a comienzos del siglo XVII y pasaría más tarde a París, en el Arsenal, que posteriormente llegaría a ser la Biblioteca Nacional de Francia, donde se conserva en la actualidad.